# Jorge Teixeira de Oliveira
Jorge Teixeira de Oliveira (General Câmara, 1º de junho de 1921 — Rio de Janeiro, 28 de janeiro de 1987) foi um militar e político brasileiro.
Ocupou os cargos de prefeito de Manaus e governador de Rondônia.

## Biografia
Filho de Adamastor Teixeira de Oliveira e de Durvalina Stilben de Oliveira. Oficial do Exército Brasileiro, foi declarado aspirante da Arma de Artilharia na Academia Militar das Agulhas Negras em 1947. Formou-se também em Educação Física pela Universidade Federal do Rio de Janeiro.
Casou-se em 1950 com Aida Fibiger de Oliveira, com quem teve um filho, Rui Guilherme Fibiger Teixeira de Oliveira.
No exército, era paraquedista, oficial de Estado-Maior e especialista em guerra na selva Foi o criador e primeiro comandante do Centro de Instrução de Guerra na Selva (CIGS) e primeiro comandante do Colégio Militar de Manaus (CMM).
Durante a Ditadura militar no Brasil (1964-1985), o então coronel da reserva foi nomeado em 1973  para assumir a prefeitura de Manaus, onde ficou  até março de 1979. Foi também o último governador do antigo Território Federal de Rondônia e o primeiro governador do novo estado. Foi indicado pelo General João Figueiredo, assumindo em 10 de abril de 1979, com a principal tarefa de transformar o território federal de Rondônia em estado. 
Em 16 de dezembro de 1981, o projeto de lei complementar nº 221-A/81 foi aprovado na Câmara Federal, dando origem à Lei Complementar nº 41, de 22 de dezembro de 1981, que criava a nova unidade federativa, o estado de Rondônia. “Teixeirão”, como era conhecido, foi reempossado no cargo de governador — agora do estado — em 29 de dezembro de 1981, em Brasília.
Jorge Teixeira faleceu no dia 28 de janeiro de 1987 e foi enterrado no Cemitério Jardim da Saudade na cidade do Rio de Janeiro.
Seu nome foi dado a um dos municípios do Estado de Rondônia, a uma das principais avenidas da cidade de Porto Velho, ao aeroporto dessa cidade, chamado hoje de Aeroporto Internacional Gov. Jorge Teixeira de Oliveira, ao primeiro Capítulo da Ordem Demolay em Rondônia, chamado de Capítulo Jorge Teixeira, e no Ginásio Poliesportivo de Vilhena, (Ginásio Poliesportivo Jorge Teixeira). Em Manaus, um dos maiores bairros da cidade foi nomeado Jorge Teixeira em homenagem ao ex-prefeito.